# 中山平溫泉車站
中山平溫泉車站 （日语：／ Nakayamadaira-onsen eki */?）是一由東日本旅客鐵道（JR東日本）所經營的鐵路車站，位於日本宮城縣大崎市鳴子溫泉，是JR東日本陸羽東線沿線的一座無人車站。中山平溫泉車站位於JR東日本仙台支社的管轄範圍內，由鳴子溫泉車站負責管理。

## 簡介
中山平溫泉車站內設有一座側式月台一條乘車線，鋼筋混凝土製的車站站房也兼作候車室用途。
中山平車站前不遠處有國道47號（北羽前街道）穿越，車站周遭可見到不少商店與住宅，沿著國道往東約15分鐘步程處可見到中山平溫泉的溫泉街與數間溫泉旅館。除此之外，在車站前方的廣場上放置有一輛退役的日本國鐵C58型蒸汽機車作為靜態保存展示用。
本站在1917年初設時原名中山平，並在1997年時為了強化其觀光知名度而將站名改為目前的中山平溫泉。

## 相鄰車站
東日本旅客鐵道
■陸羽東線
鳴子溫泉－中山平溫泉－堺田

## 外部連結
- 中山平溫泉車站（JR東日本） （页面存档备份，存于）（日語）

38°43′35.50″N 140°40′4.66″E / 38.7265278°N 140.6679611°E